# Великий Дирчин
Вели́кий Дирчин — село в Україні, у Седнівській селищній громаді Чернігівського району на р.Снов. Межує з селами Макишин, Лашуки, Конотоп, Малий Дирчин.

### Історія[1]
На території сучасного села, а також у його найближчих околицях, були виявлені археологічні пам'ятки, що свідчать про наявність поселень у ранньослов'янський період. У давнину, на території, де зараз розташоване село Великий Дирчин, існувало ранньослов'янське поселення. Це свідчить про присутність ранньослов'янських племен у цьому районі. Територія Правобережжя Дніпра була схожа на поселення Лівобережжя, на яких жили анти та склавини, які вважаються ранньослов'янськими племенами. Зокрема, у межах сучасного села Великий Дирчин знайдено археологічні сліди ранньослов'янського поселення. Такі поселення вважаються дослідниками важливими археологічними пам'ятками, які датуються початком першого тисячоліття нашої ери. Ці поселення свідчать про поступову етнічну та культурну трансформацію регіону. Окрім того, поруч із селом Великий Дирчин знаходяться інші археологічні пам'ятки, такі як поселення на урочищі Домограїв та Селичева Круча. Вони також датуються ранньослов'янським часом і є частиною загального контексту археологічного дослідження регіону. (1. «М. Дирчин–2»: пос. кам’яного віку (доба неоліту кам’яного віку – культура ямково-гребінцевої кераміки), епохи бронзи (средньодніпровська, лебедівська культури), ранньозалізного віку (милоградська культура) – у 700 м на захід від півд. частини села; 2. «М. Дирчин–3»: пос. ранньозалізного віку – у 800 м – 1 км на захід від півд. кінець села.) Відповідно до записів «Повісті минулих літ» Нестора літописця, сіверяни, розташовані на території, що охоплює береги Десни, Семи та Сули, є ключовим етнічним та культурним компонентом Полісся. Згідно з протоколом археологічних вивчень, вони володіли значною територією, яка належала до їх сфери впливу, протягом тривалого періоду до першої половини II тисячоліття нашої ери, та в умовах навколишнього географічного середовища розвивали власну культуру та спільноту. Зокрема, вони підтримували важливі зв'язки з сусідніми племенами, такими як в'ятичі та радимичі. Результати досліджень білоруського археолога О. А. Макушнікова засвідчують, що границя між сіверянами та радимичами частково знаходилася у болотистих регіонах на півдні, включаючи річку Терюху, притоки Сожу, і Тетеву, притоки Снову. Ця границя, збігаючи із сучасним розмежуванням Чернігівської та Гомельської областей, свідчить про територіальні рубежі між двома етнічними групами. Поселення давньоруського часу: «Миронова Гора–1»: пос. доби неоліту кам’яного віку (культура ямково-гребінцевої кераміки), епохи бронзи (середньодніпровська культура), ранньозалізного віку, ранньослов’янського часу (київська культура), давньоруського часу – 6 в 900 м–1,1 км на півд. схід від схід. част. с.Конотоп, на прав. березі р. Снов, в ур. Миронова Гора; «Макишин–1» («Седнів–5»): пос. епохи бронзи (ІІ–І тис. до н.е.), ранньослов’янського часу (ІІІ–V ст.), давньоруського часу – у 1,5 км на південь від с. Макишин в ур. Журавлеве Поле (Жоравля). У контексті періоду Великого Дирчина–Малий Дирчин (VI ст.), на території Седнівського краю, давньоруські поселення, що входили до складу прикордонної волості Сновської тисячі, мають значущість у розумінні археологічних та етнографічних процесів цього періоду. Однією з таких цікавих споріднених історій є аналогія між річкою Снов та біблійним Йорданом. Вважається, що один із притоків Снову, розташований між селами Великий Дирчин та Малий Дирчин, подібний до Йордану за своєю топографією та географічними особливостями. За переказами місцевих мешканців, ця річка колись могла нагадувати більше Йордан, особливо у зв'язку зі своєю звивистою течією та великою швидкістю руху води. Історичні джерела, такі як «Житіє і ходіння Данила, Руської землі ігумена 1104 — 1106 рр.», датовані ХІІ століттям, згадують річку Снов, порівнюючи її з Йорданом. Ця аналогія підкреслюється подібністю у протяжності обох річок, яка майже однакова: відповідно 253 км для Снову та 252 км для Йордану.

### Назва села «Великий Дирчин»[1]
Назва може бути пов'язана з фольклорними легендами або місцевими міфами, які передаються від покоління до покоління. Ці легенди можуть містити важливі ключі до розуміння походження назви. Назва села «Великий Дирчин» може мати своє коріння в імені князя Діра, який разом з Києм, Рюриком та Аскольдом, за легендарними джерелами, є одним із ранніх правителів Київської держави в IX столітті. Аналогія з лінгвістичним висловом «чия земля? Калитчина» може вказувати на можливість того, що назва «Дирчин» походить від імені або прізвища князя Діра, який, ймовірно, мав зв'язок з цією територією або володів нею в минулому. Розповсюджена практика надавання назв селянам за їхніми власниками або володарями, особливо в середньовіччі, підтверджує можливість того, що «Дирчин» міг бути пов'язаний з володіннями або територіями, що належали князю Діру або його родині у минулому. Однак важливо підкреслити, що ця гіпотеза залишається предметом обговорення серед істориків, і її можна піддати критиці з погляду джерелознавства, лінгвістики та інших історичних дисциплін. Похід руських дружин Аскольда і Діра на Константинополь у 860 році, відомий як «Відкриття Русі», мав значний вплив на історію села Дирчин. Ця подія є важливою віхою в історії Русі, оскільки зазначено у хроніках, що саме після цієї події почалося офіційне відображення історії Київської Русі у візантійських та інших хроніках. Запровадження християнства в Київській державі в середині IX століття також мало суттєвий вплив на культурно-історичний розвиток території, де знаходиться село Дирчин. Ці події сприяли появі перших історичних хронік Русі, таких як «Повість временних літ», що стали ідеологічними документами, визначаючи місце та роль Київської Русі в тодішньому світі.

### За часівКиївської Русі
За часів Київської Русі, історія села Великий Дирчин (Снов) була частиною складної політичної та соціальної династії на Русі. За джерельними відомостями, територія, на якій розташоване сучасне село, входила до складу Сновської тисячі, яка утворилася навколо фортеці Сновеск (сучасний Седнів), що була центром значної території вздовж річки Снов. У період ранньої історії Київської Русі племена, які населяли цю територію, могли жити поруч із сусідніми племенами, такими як поляни, дреговичі, сіверяни, древляни, уличі та інші. Вони могли об'єднуватися для спільної оборони або вести ворожнечу одне з одним. Постійні конфлікти та війни між князівствами не завжди сприяли їхньому розвитку, але також могли стимулювати зміцнення територіальних об'єднань, таких як Сновська тисяча. Сновська тисяча, розташована на північний схід від межиріччя нижньої течії Десни та Снову, являла собою значне адміністративно-територіальне утворення в середньовічній історії Київської Русі. Її територія включала 73 населені пункти, серед яких були 8 міст і городищ та 65 поселень. Розподіл давньоруських князівств на тисячі, сотні та десятки, очолювані тисяцькими, соцькими та десяцькими, є свідченням про високий ступінь організації та управління цією територією. Важливо зауважити, що ця система адміністративного поділу Гетьманщини відображала традиції та структуру князівства Київської Русі. 7 Сновська тисяча відігравала ключову роль у політичному, соціальному та економічному житті регіону. Вона забезпечувала захист від нападів зовнішніх ворогів, таких як печеніги та половці, і стала центром торгівлі, ремесел та культурного обміну. Під час періоду поділу князівств і міжусобних конфліктів між князями, Сновська тисяча залишалася важливим пунктом збору та координації оборони та управління. Перша письмова згадка про Сновську тисячу датується 1149 роком, але місто Сновеск було захоплене князем Святославом ще у 1068 році. Ця тисяча втілювала в собі давню традицію героїчного захисту території та взаємодії між різними соціальними та етнічними групами. Її історія є важливим елементом розуміння формування та розвитку державності на теренах України в середньовіччі. У Любецькому з'їзді, що відбувся у листопаді 1097 року, чернігівський князь Олег Святославич мав важливу роль. За умовами договору, кожний князь мав володіти тими землями, якими володів його батько, і зобов'язувався не зазіхати на володіння інших князів. Тривалий час Сновська тисяча, що у XII столітті переходила від Чернігівського князівства до Новгород-Сіверського, становила причину міжусобних конфліктів навіть після примирення онуків Ярослава Мудрого. Однак на Любецькому з'їзді метою було досягнення згоди між руськими князями щодо припинення таких міжусобиць та об'єднання для спільної боротьби проти половців, які завдавали значних збитків руським землям. Тут у 1097 р. було ухвалено рішення про передачу князівських земель у спадщину синам: Чернігів отримав Давид, Новгород-Сіверський дістався Олегу, а їх молодший брат Ярослав отримав Рязань і Муром: «Почто губимъ Рускую землю, сами на ся котору имуще? А половци землю нашю несуть роздно и ради суть, оже межи нами рать донынѣ. Отселѣ имѣмься въ едино сердце и съблюдѣмь Рускую землю. Кождо держить очьчину свою: Святополку – Киевъ Изяславль, Володимеръ – Всеволожю, Давыдъ и Олегъ, Ярославъ – Святославлю, имьже раздаялъ Всеволодъ городы: Давыдови Володимерь, Ростиславичема – Перемышль Володареви, Теребовлъ Василькови». И на томъ цѣловаша хрестъ: «Да аще отселѣ кто на кого вьстанеть, то на того будемъ вси и честьный крестъ». И рекоша вси: «Да будеть на нь хрестъ честный и вся земьля Руская». И цѣловавшеся и поидоша усвояси». Любецький з'їзд сформулював важливі політичні принципи та рішення, але не зміг повністю припинити міжусобні війни. Попри те, що його учасники ухвалили рішення про припинення міжусобницьких війн і проголосили принцип вотчинності, конфлікти відновилися незабаром після закінчення з'їзду. Витичівський з'їзд, скликаний 1100 року у місті Витичеві за ініціативою Володимира Мономаха, відбувся на фоні попередніх подій, зокрема Любецького з'їзду 1097 року. Після укладення миру між князями на Любецькому з'їзді та вирішення питання про спільну боротьбу проти половців, була потреба у подальшому згуртуванні сил для забезпечення стабільності на Русі. На Витичівському з'їзді обговорювалися питання про припинення князівських міжусобиць та об'єднання для спільної боротьби проти загрози з боку половців. Це свідчило про постійну увагу князів до захисту руських земель від нашестя степових племен. На з'їзді 10 серпня було укладено мир між Святополком Ізяславичем, Володимиром Мономахом, Давидом і Олегом Святославичами, що дозволило сконцентрувати увагу на спільних заходах. Однак, на Витичівському з'їзді також вирішувалося питання про порушення князем Давидом Ігоровичем перемир'я, укладеного на Любецькому з'їзді, що призвело до нових міжусобницьких конфліктів. Згідно з умовами з'їзду, Володимир-Волинське князівство було позбавлене Давида Ігоровича, але він отримав у володіння інші території та матеріальні компенсації. Це свідчило про намагання з'єднати сили князівства та покращити їхні відносини. Після Витичівського з'їзду відбулись спільні походи князів проти половців, що на довгий час припинили напади цих кочівників на Київську Русь. Ці події свідчили про згуртованість та спроможність руських князів у боротьбі із загрозою зовнішнього ворога, а також про важливість спільної дії та мирного врегулювання конфліктів для забезпечення стабільності та безпеки на Русі.  Та після смерті великого князя київського Всеволода Ольговича у 1146 р. між Новгород-Сіверським та Чернігівським князівствами знову почалась війна. А замирились чернігівський та новгород-сіверський князі у 1153 р. в Хороборі: «Святославъ Ольговичъ скупясь съ Изяславомъ Давыдовичемъ в Хоробор, и утвердишася якоже за один мужъ бытии и целовавше между собой крестъ, и разъехастася кождо въ свояси». Однак і після цього гідного вчинку в часи постійних усобиць, війни не припинялись до смерті останнього Давидовича (1166 або 1167 рік). 18 жовтня 1239 року Чернігів захопили монголи, а Чернігівське князівство, розділене на низку уділів, на довгий час потрапило в безпосередню залежність від Золотої Орди. Частина населення відійшла на північ, де постав новий центр — Брянськ.

### Роль монголо-татарської навали
Під час монголо-татарської навали, село Великий Дирчин (Снов) і його навколишні території зазнали серйозних руйнувань і втрат. Навали монголів, що почалися з облоги Чернігова, призвели до руйнування міста й багатьох сіл у регіоні, включаючи Листвен, Новгород-Сіверськ та інші. «Гради многи им-же несть числа» були знищені під час війни з монголо-татарами. Кількість сільських поселень у Чернігівському князівстві в ці часи зменшилась майже в 25 разів! Селяни були вимушені тікати від загарбників або приховуватися в лісах та болотах. За дослідженнями археологів, більш-менш уцілів північний район Чернігівського князівства, оскільки його жителі могли приховатися у густому лісі та непрохідних місцях. Ймовірно, село Великий Дирчин (Снов) та сусідні села теж зазнали відлучення та руйнації, а їхні мешканці могли тимчасово або назавжди покинути свої оселі. Період монгольської навали історики називають «темним», оскільки територія занепадала через знелюднення міст і сіл. Проте з часом сили поступово набирало Брянське князівство, яке від кінця XIII століття почало освоювати спустошені землі Чернігівщини. Брянське князівство перенесло князівський стіл та владу єпископа в Чернігів, що сприяло збереженню православ'я на цих землях. Отже, монголо-татарська навала спричинила значні зруйнування і зміни на території села Великий Дирчин (Снов) і навколишніх поселеннях, а також призвела до занепаду і знелюднення регіону. Після серії битв з татарами-монголами територія Чернігово-Сіверщини і навколишніх регіонів приєдналася до Великого Князівства Литовського. У 1355–1356 роках Чернігів був звільнений від влади Золотої Орди литовськоруськими військами під керівництвом литовського князя Ольгерда Гедиміновича, який приєднав землі Чернігівського князівства до Великого князівства Литовського і Руського. У цей період феодальний лад зміцнився, і розпочалося відродження населених пунктів, руйнованих татарами. Литовські князі, зокрема Гедимін та його син Ольгерд, розпочали політику розподілу земель та міст своїм родичам, що сприяло зміцненню місцевих удільних родових династій, таких як Бєльські, Воротинські, Новосельські та інші. Археологічні дослідження підтверджують існування ряду давньоруських поселень на території Чернігівщини, зокрема в Городнянському районі, до яких, ймовірно, належало й село Великий Дирчин (Снов). У 1496 році Великий князь Литовський Олександр Казимирович надає Чернігів «для годування» князю-московиту Семену Можайському, який попросив політичного притулку в Литві, тому що ворогував із великим князем Московським Іваном III. Але вже 1500 року цей князь, вчинивши державну зраду, разом з іншими сіверськими князями-емігрантами з Московії, переходить на державну службу до московського князя Івана III, що спровокувало чергову московсько-литовську війну. У квітні 1500 року Чернігів було окуповано московськими військами. За мирним договором 1503 р. усі сіверські міста відійшли до Московської держави. Питання про Сіверщину залишалось одним із найгостріших моментів московськолитовських відносин. У 1507—1508 роках відбулась ще одна московсько-литовська війна, але Литовсько-Руській державі вдалося повернути собі лише місто Любеч. Від постійних війн між Литовським та Московським князівствами місцеві жителі рятувались завдяки лісам, річкам, озерам та болотам. Так, непрохідні болота Замглай і  Паристе обходили стороною всі війська. Поселень у прикордонних землях у ці часи існувало дуже мало. У «Реєстрі Чернігівських границь» (1526 р.), на півночі від В. Листвена, що записаний першим як прикордонне село, та сусіднього М. Листвена, володіння «владики Брянського», – згадуються тільки Боровичі, Горськ та Єриловичі (Яриловичі). Післямонгольську кераміку археологи знайшли: поселення «Макишин–1» («Седнів– 5»): пос. епохи бронзи (ІІ–І тис. до н.е.), ранньослов’янського часу (ІІІ–V ст.), давньоруського часу, пос. ХІV – ХV ст. – в 1,5 км на південь від с. Макишин в ур. Журавлеве Поле (Жоравля)). У 1509 році, за даними литовського метричного реєстру, було зазначено наявність сіл, серед яких і Сновське, Клочкове, Курилове, Макишине, Смянеське, Велика Вес, Мала Вес та Малий Листвин, що свідчить про їхнє існування та приналежність до литовської влади. Таким чином, село Великий Дирчин (Снов) ймовірно існувало й розвивалося як частина Чернігівської області Великого Князівства Литовського. Умови для осілості на цій території були сприятливими завдяки річці Снов, багатству лісів та заболоченим місцям, що забезпечували не лише рибальство, а й полювання та інші ресурси. Лише в 1618 році, згідно з Деулінським перемир'ям, Чернігово-Сіверські землі повернуто Речі Посполитій, а Чернігів став центром Чернігівського воєводства.

### Річ Посполита
На початку XVII століття (1620–1621 роки) на території Чернігівського повіту виявлялось надзвичайно обмежена кількість поселень, при яких станом населених пунктів зі статусом села чи деревні (остання характеризувалась відсутністю церковної споруди) дорівнювала лише 11. У період постійних війн та нападів розбійників навіть місто Чернігів було розорене приблизно у 1619 році. Після того, як Владиславу IV не вдалося стати московським царем, він отримав Сіверську землю, і своє правління почав з розподілу земель між особами, які прийняли військову службу. Проте поселень не вистачало. Наприклад, Макишин був розподілений між 9 синами московських бояр. Почалось активне заселення нових слобід, а згодом на території Чернігівського воєводства були утворені нові повіти та волості. До 1633 року згадуються Смичин і Конотоп, які розташовувалися неподалік від впадіння річки Крюкової в річку Снов. У 1633 році на вимогу шляхти сейм Польської Корони ухвалив рішення про створення Чернігівського повіту і наділив його основними положеннями і функціями шляхетського самоврядування. А з утворенням Чернігівського воєводства (1635 р.) шляхта одержала більші можливості для огосподарення і освоєння вільних земель. Їй надавались великі земельні наділи – так звані волоки (середня величина однієї волоки – 21,35 гектара) із вже існуючими на них поселеннями або без таких. Виникали поступово великі поміщицькі господарства. Відбувалось закріпачення селян, водночас засновувались промисли. Була мета навічно закріпитись тут. Король Владислав щедро нагороджував тих, хто мав певні заслуги перед урядом. Шляхта одержувала наділи в розмірі 80—400 волок. Пільги для прибульців, що оселилися на Сіверщині, стали причиною масового міграційного потоку з білоруських воєводств Литовського князівства та Московського царства. Вони відшукували свою дорогу до Снову, пересуваючись вздовж течій річок та оселяючись на їхніх берегах. Також до цих місць прибули українські родини з-за річки Десни, де не вистачало родючих земель. Однак політика колонізації не завжди була сприятливою для всіх верств населення. Частина князів на Чернігово-Сіверщині переходила під владу Московської держави, що призводило до складнощів та конфліктів. Територія Чернігіво-Сіверщини була об'єктом претензій Московії, Польщі, Литви та Кримського ханства, що призвело до її пошматованості та складної ситуації для населення. «Спустошливі орди кримських татар напали на Сновськ, та не змогли взяти це місто-фортецю. Татари називали тоді оборонців Сновська «сиднями», що в перекладі з татарської мови ніби означало «злі, хоробрі.» Отже, становище населення на цих теренах було неоднаковим, залежно від того, в якій частині території вони проживали. У відірваних від Польщі землях почали формуватися нові поселення, де люди можливо були звільнені від податків та інших обтяжень. Наприкінці 10 XVI - на початку XVII століть розпочався процес активної колонізації цих територій. Заселялися вони переважно уздовж річок та на невеликих чітко визначених ділянках, які ще не були розробленими. Соціальні та національні конфлікти, що існували на цих теренах, зумовлювали різні етнографічні характеристики населення. У 1638 році Седнів отримав статус містечка, а у квітні 1640 року Ян Самуель Пац, засновник Седнівської волості, відмовив усіх седнівських ремісників від оплати звичайних податків, надаючи їм право самостійно вирішувати свої справи, за винятком кримінальних, які підлягали замковому суду. Вже в першій чверті 17 століття виникло багато поселень поблизу берегів річки Снову та її притоки, Смячі. Питання виникнення цих поселень може бути пов'язане з відновленням або новим заселенням на поруйнованих територіях. У цей період також починається формування волостей, тобто адміністративно-територіальних одиниць. Зазначається, що до Смоленської війни Седнівська волость уже мала усталену мережу населених пунктів. Це свідчить про поступовий процес організації території та формування адміністративної структури.

### У складіМосковської держави
У 1654 році Гетьманщина увійшла до складу Московської держави. Того ж року українські козаки й покозачена шляхта та міщанство присягали на вірність царю Олексію Михайловичу. Піддані вписувались у присяжні книги у кожному населеному пункті. Відображались належність до стану, ранг, ім’я та прізвище особи, яка присягала. За неграмотних козаків ставив підпис сотник або курінний отаман. За селян - війт. Вдруге присягали у лютому 1676 році - на вірність царю Федору Олексійовичу. Московському царю Петру Олексійовичу (Петру I) козаки присягали на вірність у 1718 році. Церемонія ця була урочистою і відбувалася за церковними канонами. Козацька старшина Седнівської сотні давала присягу в Чернігівській церкві Преображенія Господнього. Згадується в таких записах Дирчинський курінь. Перша письмова документальна згадка про село Великий Дирчин вдалося віднайти в Переписній книзі лише за 1666 рік. Це свідчить про те, що село існувало щонайменше з того часу, а можливо й раніше. Це період, коли Чернігово-Сіверщина вже була визволена від польської шляхти й коли у 1654 році Богдан Хмельницький підписав Переяславську угоду про автономію України з Росією. При гетьману Брюховецькому за вказівкою московського уряду почали робити перепис – щоб фіксувати збір податків у повітах. Відповідно до договору 1665 року це була спільна робота московського уряду й місцевої влади. Справжньою метою цього заходу була потреба охопити податками якомога більше населення. Крім того, збирали ще й мито – на царя і ратушу. Податки мусили платити міщани, селяни, купці, так звані промислові люди (власники млинів, пасік, шинків) і холостяки, яких ще називали бобилями. Саме з Переписної книги ми довідуємось про кількість і склад населення. А ще про населені пункти, їхні тодішні назви. І навіть про жителів. У «Малороссийском приказе № 121» Переписної книги записано, що в селах Седнівського повіту було село Торчин. У Дирчині, було 15 дворів, проживало 20 чоловік, був один кінь, чотири воли, три млини. У Макишині в той час налічувалось 13 дворів, 16 жителів, а в Смичині — 12 дворів і 18 жителів. Одразу ж пояснимо значення тодішніх мір маси, об’єму та грошових величин. Алтин – назва монети (в народі) вартістю 3 копійки, 5 алтинов – це 15 копійок. Деньга — монета вартістю півкопійки. Ця монета карбувалася у Москві. Півкопи — одиниця лічби грошей, дорівнювала 25 копійкам. Осьмак — міра об’єму сипучих речовин і меду. Одна осьмачка означала 1 відро сипучих речовин або меду. Четверть (по-московськи) — офіційно 6 пудів. Четверик - це одна восьма четверті. У період до 20-х років ХVІІ століття на теренах Московської держави функціонувала посошна система оподаткування, що базувалася на площі орної землі. Проте ця система дозволяла багатьом селянам уникнути сплати податків. У зв'язку з цим московський уряд вирішив замінити її подворною системою оподаткування, яка враховувала кількість тяглоздатних селян та кількість дворів різних соціальних груп, таких як «пахотні», «промислові» та «бобылі». Останніми називали малосімейних, одиноких селян, що не мали власного двору або кола та проживали за рахунок ремесла чи промислів, а також жили в чужих дворах. 11 Така диференціація селян відображалася і в Переписній книзі, де вказувалася кількість жителів у кожному дворі. У середньому в кожному дворі мешкало від 5 до 7 осіб, що включало дружину та дітей. Крім того, у селах можливо було зустріти й службовців, яких називали державними, і які були звільнені від сплати податків у зв'язку з обов'язками військової служби. У подальшому було введене подушне оподаткування, яке замінило попередню систему. Життя села Великий Дирчин у XVII-XVIII століттях було відображенням складної соціально-економічної структури того часу, з численними змінами власності та влади, а також розвитком господарських зрушень у млинарстві та релігійних практиках. Тут треба оремо зупинитись на темі млинарства. Млинарство відігравало важливу роль в житті села Великий Дирчин і його оточення, що розташовані на території Гетьманщини. Зазначено, що промисли, пов'язані з галузями харчової промисловості, мали особливе значення, а серед них млинарський промисел виділявся особливо. Відомо, що млинарство було поширеним заняттям у давнину, ще з часів неоліту, коли зерно розмелювалося на борошно та крупи за допомогою ручних інструментів, таких як кам'яна зернотерка. На території України розвивалися різні типи млинів, включаючи водяні млини та вітряки, які стали масово поширюватися та заполонили всю країну. Однак навіть із появою технологічно більш вдосконалених млинів, ручні жорна продовжували використовуватися аж до початку XX століття. Млини були не лише місцем переробки зерна на муку, але й центром соціального життя, де люди збиралися, обмінювалися новинами та спілкувалися. Вони забезпечували місцеве населення продуктами першої необхідності й відігравали важливу роль у забезпеченні стабільності та процвітання сільських громад. Млинарство на Лівобережжі відрізнялося різноманітністю видів млинів, які знаходили своє застосування у різних частинах регіону. Зазначено, що стаціонарні водяні млини мали велике поширення на українських землях. Початково поширені були нижньобійні млини, які встановлювалися безпосередньо в річковому потоці. Однак через низький коефіцієнт корисної дії такого колеса, його намагалися робити якомога ширшим для збільшення ефективності. У XVII столітті поряд з архаїчними нижньобійними колами стали поширюватися верхньобійні млини, які мали вищий коефіцієнт корисної дії. Вони використовували воду, що подавалася зверху і спадала на лопаті, що рухали колесо-привід. Принцип дії механізму був однаковий для всіх типів водяних млинів. Завдяки цьому механізму, рух вертикального вала обертав верхнє жорно, водночас колесо було закріплене на другому кінці вала, що забезпечувало роботу млина. Над жорнами розташовувався кіш для зерна, а борошно висипалося у спеціальний відсік. Щодо конструкції млинів, то вона відповідала традиційним методам народного будівництва, що були поширені у різних місцевостях. Корпус млина може бути зрубним або каркасним, рідше мурованим. Такий підхід до будівництва водяних млинів відповідав потребам і можливостям місцевого населення і враховував особливості природного середовища та кліматичні умови регіону. Належність млинів представникам козацтва та міщанства є звичайним явищем другої половини XVII ст. Так само, як це робила шляхта, міщани й козаки користувалися послугами орендарів. Факт наявності великої кількості млинів після національно-визвольної війни в руках міщан і козаків переконливо засвідчує перепис 1666 р. Описуючи економічний стан країни, переписувачі зареєстрували й усі млини в описуваних місцевостях. Згідно з цим переписом на Лівобережжі виявилась величезна кількість млинів, що належали міщанам, козакам і навіть селянам. Часто це були великі підприємства, цілі своєрідні комбінати з кількох відділень для помелу зерна, очищення та дроблення круп, фолювання сукна тощо. Густа зосередженість підприємств на тісному просторі свідчить, крім усього, про значну заселеність країни й наявність у ній великої кількості хліба як основного багатства. Аналіз життя села Великий Дирчин, здійснений на основі історичних джерел, надає можливість отримати детальне уявлення про соціально-економічний стан та організацію життя в цьому населеному пункті протягом XVII-XVIII століть.

#### Населення та адміністративний устрій
у селі Великий Дирчин проживало не тільки козаки, а й особи зі шляхетними титулами, що свідчить про певний соціальний рівень деяких мешканців. Село належало до Седніївської сотні Чернігівського полку, що вказує на його військове значення та залежність від полкової адміністрації.

#### Соціальний склад населення
у селі існували різні категорії козаків, такі як бунчукові товариші, військові товариші, сотники, а також мало- та великоґрунтові козаки, що свідчить про існування певної ієрархії в козацькому суспільстві. Крім козаків, у селі були звичайні посполитські селяни, які обробляли землю і займалися різними ремеслами.

#### Економічний потенціал
млини були важливою складовою економіки села. Існувало кілька млинів, які працювали на річках Рудці та Снові. Вони були основними джерелами меліоративної продукції для мешканців. Зокрема, млин Сергія Кашперова був великим та значущим, оскільки його власник був зазначений у документах та провідних архівних джерелах.

#### Церковне життя
церква в селі відігравала важливу роль як центр релігійного та культурного життя. У ній прославлялися найвідоміші священники, а також проводилися різноманітні церковні обряди та свята. Загалом село Великий Дирчин виявляється, як і Покровська церква в селі Дирчин, має багату історію та послідовність священників, які обслуговували цю церкву протягом років. Початково, у XVIII столітті, церква була ведена священниками Петром Назаровичем та дияконом Андрієм Кіндратовичем, згідно з документами з 1718 року. Пізніше, Мойсей Назарович та Мойсей Павлович приєдналися до служіння в цій церкві. Протягом наступних років управління церквою було передане Тарнапольському Денису Івановичу, а потім Сачаві Діонісію та Павлу Сапоцькому. Останній, Павло Сапоцький, перетворився з козака на священника села Дирчин, служивши з 1766 по 1780 рік. Після його переходу до служіння Григорій Сапоцький прийняв роль священника цієї церкви. Однак, у 1780 році, козак Козьма Сапоцький подав скаргу на обох священників за напад на його дім та побиття його дружини. У другій половині XVII століття козацькі повстання, які розпочалися у 1630—1648 роках на Правобережжі Дніпра, поступово поширилися на Лівобережжя та охопили всю територію Чернігівщини, збільшуючи антипольський рух. Після укладення Зборівського договору у 1649 році Богдан Хмельницький розпочав формування нової адміністративної структури на звільненій території. Замість воєводств були утворені полки, відповідно до потреб військової мобілізації. У 1667 році, згідно з умовами Андрусівського миру, були сформовані Чернігівський полк та Стародубський полк Війська Запорозького, що підпорядковувалися Московському царству. На лівому березі Дніпра було створено 10 полків, серед них і Чернігівський. Полк поділявся на сотні, зазвичай по 20 таких. Кожна сотня, включаючи Седнівську, складалась із куренів, які могли об’єднувати кілька поселень. Керівником сотні був сотник, а також хорунжий, писар і осавул. Найнижчим рівнем управління був курінний отаман, який керував козаками, підкорюючи їх війтові. Більшість посад у такій системі були виборними, але затверджувалися гетьманом. У складі Сеневської сотні існував Дирчинський курінь. Сільським отаманом тут був у 1676 році Луцик Гайдученко, а з 1718 року — Олексій Панченко. У 1732 році налічувалося 15 козаків і 3 їхні підсусідки. Черні́гівський полк, створений у 1648 році, є важливою адміністративнотериторіальною та військовою одиницею Гетьманщини. Місто Чернігів служило його полковим центром. У своєму початковому складі у 1649 році полк об'єднував 7 сотень. Полковниками, які очолювали полк під час епохи Б. Хмельницького, були Семен Барковський (1648–1649), Мартин Небаба (1649–1651), Степан Пободайло (1651–1653) і Іван Вибельський (1653–1657, 1661). Територія полку зазнавала значних змін. Спочатку значна частина її відійшла до Ніжинського полку. У 1654 році до складу Чернігівського полку залишилися лише міста Чернігів, Седнів, Слабин, Лоїв, Любеч. Проте з часом територія Чернігівського полку розширювалася. На 1782 рік до його складу входили сотні: полкова Чернігівська, Вибельська, Слабинська, Білоуська, Роїська, Любецька, Городнянська, Седнівська, Березнянська, Столинська, Синявська, Киселівська, Менська, Волинська, Сосницька та Понорницька. На той момент полк нараховував одне місто, 9 містечок і 719 сіл. У другій половині XVII століття спостерігалося перерозподілення населених пунктів, які раніше входили до складу Седнівської сотні, і вони перейшли до Городнянського повіту. Серед цих населених пунктів були села: Конотоп, Макишин, Дирчин, Клочків, Стара Рудня та Хотуничі. Наприкінці XVIII століття містечко Седнів також стало частиною цього повіту. 13 Друга половина XVIII століття увійшла в історію з великою кількістю короткочасних війн за прикордонні території. До Гетьманщини були приєднані окремі населені пункти на півночі. Наприклад, у 1676 році турецький султан вирушив у похід на Київ, але зазнав поразки під Чигирином. У 1679 році турецькі та татарські загони вторглися на Лівобережжя Дніпра, зруйнувавши міста Козелець і Носівку. В ході російсько-турецької війни багато козаків Чернігівського полку загинули, в тому числі й з Седнівської та Городнянської сотень. Батуринська різанина, відома також як Знищення Батурина, стала найбільш жорстоким актом каральних дій московських військ проти мешканців столиці гетьмана Мазепи у листопаді 1708 року. 2 листопада (13 листопада за григоріанським календарем) ці війська захопили і знищили Батурин, а жителів міста безжалісно вирізали, незалежно від віку чи статі. За різними оцінками, у результаті цієї трагедії загинуло від 11 до 15 тисяч батуринців. Ці події, відомі як «Різанина в Батурині», стали невимовним геноцидом, який відлунює в історії України. Місто піддано пограбуванню, включаючи святині православних храмів. Після цього, за наказом Меншикова, Батурин було спалено, а церкви знищено. Газети того часу називали ці події «Страшною різаниною» та «Всеукраїнською кров'ю». Видання Франції, такі як «Gazette de France», «Paris Gazette», «Lettres Historique», «Mercure historique», «Clef du Cabinet», засуджували жахи московського варварства, описуючи, як «жадібний до крові цар» вирішив знищити невинних мешканців Батурина, ніби виконуючи «нелюдські звичаї московитів». Згідно даних «Генерального слідства про маєтності» 1729–1730 рр. Дирчин мав статус села або сільця в Чернігівському полку у XVIII столітті. У розподілі земельних володінь серед полковників у різних полках виділялися населені пункти, що належали різним частинам полку. У Седнівській частині, до якої належав Дирчин, знаходилися такі населені пункти, як містечко Седнів, села Мокишин, Дирчин, Клочків, а також сільце Бурки. Це свідчить про те, що Дирчин був значущим населеним пунктом у межах Седнівського полку. При гетьмані К. Розумовському відкриті козацькі школи, але діяли вони теж при церквах, навчали дітей священники – піп, паламар, які були більш-менш грамотними. Одержавши в них початкову освіту, за бажанням батьків дітей віддавали в колегіум у Чернігів. Навчалися там переважно хлопчики. Значну освіченість у села принесли мандрівні дяки, які наймались навчати дітей. Реєстр полку зафіксував таку статистику: у Седнівській сотні було 24 шинки, 15 шкіл і 9 шпиталів. Була школа в Дирчині й шинок козака Назара Марченка—сільського отамана. У 1782 році через ліквідацію полкового устрою в Україні Чернігівський полк припинив своє існування, а його територія увійшла до Чернігівського намісництва, яке Складалося з 11 повітів, яке у свою чергу перетворене на Малоросійську губернію.

#### Кріпацтво
У 1764—1783 роках відбулася історично значуща адміністративна реформа уряду Російської імперії, спрямована на припинення автономії Гетьманщини. Протягом XVIII століття Гетьманщина поступово втрачала політичну й економічну самостійність. У 1764 році імператрицею Катериною II був виданий наказ про скасування інституту гетьмана, а вже через рік, у 1765 році, Гетьманщину було реформовано в Малоросійську губернію. Незважаючи на це, деякі залишки автономії продовжували існувати до кінця епохи полкового устрою та введення кріпосного права у 1783 році. Ця реформа мала значний вплив на політичну карту та соціально-економічний ландшафт Гетьманщини, викликаючи значні зміни в структурі управління та системі власності. Результатом цієї реформи стало повне припинення існування інституту гетьмана та перехід до централізованої системи управління зі столиці Російської імперії, а 3 травня 1783 р. запроваджувалося кріпосне право в Гетьманщині та Слобожанщині. «Вітчизняна війна 1812 року» стала відомою своєю героїчністю та славою, проте ми маємо обмежену інформацію про тих, хто з рідних земель брав участь в захисті своєї батьківщини. Небагато документів збереглося в історичних архівах, і можливо, ще не відкрито багато ім'я наших земляків, які віддали своє життя за волю рідної землі. На заклик 14 царя Олександра I Чернігівщина відгукнулася без зволікань. Сформовано 6 регулярних козацьких кінних та 8 піхотних полків, включаючи Городнянський полк, а також народне ополчення з 1841 особи. Було зібрано значну суму коштів, виділено велику кількість транспортних засобів і коней. Поміщики також відправляли своїх кріпаків для захисту батьківщини. Усі ці заходи спрямовувалися на підготовку та забезпечення військового складу для захисту рідного краю. Наполеонівські війська не дісталися Чернігівщини, проте регіон приймав біженців з Білорусі, де відбувалися важкі битви. Чернігівське ополчення відігравало ключову роль у відбитті вторгнення чужинців, здійснюючи оборонні дії на важливих прикордонних ділянках. Козаки та ополченці Чернігівщини були справжніми героями того часу, вони брали участь у важливих бойових діях та відбитті нападів ворогів. Їхнім мужнім поступкам було відзначено високі нагороди, зокрема Знаком Воєнного Ордену та золотими шаблями. Варто також зазначити, що Чернігівським полкам був притаманний український характер, адже їхня організація була спрямована на відстоювання інтересів українського народу. Після війни з наполеонівськими військами настали роки, коли економіка почала підійматися. Однак уже наприкінці XIX століття сільське життя стало омиватися протиріччями. До 1861 року в селі налічувалось 50 дворів 250 жителів. Усі селяни були кріпаками поміщика Писаревського, який володів великою кількістю землі до 1200 десятин. В 1896 році Писаревський збанкрутував і його земля була продана державною казною з молотка. У 1861 році цар Олександр II, відчуваючи загострення соціальної ситуації, був змушений провести земельну реформу. Його Височайша Маніфеста, відомого з 19 лютого 1861 року, про звільнення селян від кріпосницької залежності, селяни прослухали в церкві Покрови Богородиці в селі Великий Дирчин. Після оголошення маніфесту тут відправили молебень за здоров'я Государя та всього царського дому. У пореформенні роки село часто страждало від епідемій та голоду. Неврожаї змушували селян залишати свої рідні місця. Особливо важкою була епоха так званого «царголоду».
На початку ХХ століття Городнянський повіт був розділений на 12 волостей, серед яких була Тупичівська волость та Велико-Щимельська волость. Населені пункти цих волостей, що входили до складу Городнянського та Щорського (Сновського) районів, були організовані відповідно до адміністративно-територіального поділу. Село Великий Дирчин, яке входило до складу Тупичівської волості, належало до числа важливих населених пунктів Городнянського уїзду. Ця місцевість була відома своєю різноманітністю населення, представленим різними прізвищами, такими як Дідков, Машук, Єсинчук, Позняк та інші. У другій половині XIX ст. станом на 1878 рік викоперовки Чернігівської межевої палати копії за планом Чернігівської губернії Городнянського повіту, всього придатної і непридатної орної землі селу належало 161 десятина 360 саженів. П’ята частина орної землі належала священнику Михайлу Сачаві - 32 десятини. 50 десятин належало поміщику АнтіоховуВербицькому, - який оселився в селі.

### Садиба родини Антіох-Вербицьких[16]
Події, пов'язані з панською садибою родини Антіох-Вербицьких у Великому Дирчині, пролягають через певні важливі етапи, що змінили долю цієї родини та вплинули на подальшу історію маєтку. На початку ХІХ століття Олександр Антіох-Вербицький обрав місце у Великому Дирчині для будівництва свого родинного гніздечка. Він придбав земельну ділянку та розпочав будівництво, використовуючи місцеву цегельню для фундаменту. Стіни будівлі були побудовані з привозної цегли. Цей період збігся з активним розвитком села, коли в ньому будували церкву та лікарню. У 1903 році будівництво садиби завершилося, і вся панська родина переїхала до Великого Дирчина. Олександр Вербицький працював у Городні землевпорядником, подолуючи щодня 25 кілометрів, а Анна Кіндратівна безкоштовно лікувала людей. Дід 15 Санько, як лікар-ветеринар, грав значну роль у житті садиби, де велика кількість тварин - коні, корів, собак, птахів, потребувала постійного догляду та медичного обслуговування. Зокрема, у садибі було навіть верблюденя, якого залишили помирати цирківники шапіто в Чернігові, але завдяки старанням прибулих на літо дітей Вербицьких він був виходжений. Садиба стала не лише місцем проживання, але й центром сімейного життя, де збиралися рідні та друзі. Територія садиби включала великий сад із різноманітними рослинами, включаючи модрини, які рясно цвіли весною, створюючи мальовничу атмосферу. Трагедія спіткала родину у її власному домі. Справа № 9 від 1920 року, що стосується обвинувачення Макишинців Павла Зенченка, Євдокима, Марії та Євдокії Леоненко, а також Дирчинців Фотія Сурмило, Анни Шаркової і Марфи Скепської у вбивстві Олександра і Анни Вербицьких, є документальним свідченням про трагічну подію, що відбулася у ніч з 2 на 3 лютого 1920 року. На основі слідчих досліджень встановлено, що тіло Олександра Вербицького з вогнепальним пораненням було знайдено у першій кімнаті, де він, ймовірно, був убитий, можливо, під час спроби відкрити двері. У другій кімнаті було виявлено труп Анни Вербицької з раною у підборідді, а поруч із нею - труп собаки з раною голови. У результаті обшуку в будинку виявлено порожні скрині та розбите майно. У ході слідства було встановлено, що підозрювані мали достатньо часу для обшуку та крадіжки цінних речей. З викрадених предметів, вилучених у підозрюваних, виявлено скрині, годинник-будильник, грамофон, платівки, столові прибори, одяг та постільну білизну. Унаслідок судового розгляду виконавці злочину були засуджені до покарань, які варіювалися від 15 років до 3 років позбавлення волі, відповідно до ступеня їхньої вини та ролі у вчиненні злочину. Після нападу бандитів, які вбили господаря та господиню, садиба пережила ряд змін у використанні. Вона служила як хата-читальня, школа, а під час Другої світової війни — як шпиталь для поранених солдат. Згодом, у 1997 році, на місці колишньої садиби розташувалися сільський клуб та бібліотека, а також була створена краєзнавча кімната. Незважаючи на трагічну долю родини, садиба продовжує жити в пам'яті та серцях місцевих жителів, як символ минулого і центр культурного життя села.

## Населення
У 1859 році село налічувало 268 жителів, а у 1901 році їх кількість зросла до 447. На початку ХХ століття населення Великого Дирчина досягло 606 осіб, а кількість господарств становила 121. Згідно з історичними документами, Великий Дирчин мав свою Покровську церкву, яка служила духовним центром для місцевого населення. Петро Никитич Курганський був священником цієї церкви в період з 1891 по 1898 рік. Село також відоме своїм унікальним господарським комплексом, який включав млин Купенків на річці Рудка та інші господарські одиниці. Крім Великого Дирчина, у складі Тупичевської волості також були інші населені пункти, такі як Купиха та Лашуки.
Згідно з переписом УРСР 1989 року чисельність наявного населення села становила 459 осіб, з яких 196 чоловіків та 263 жінки.
За переписом населення України 2001 року в селі мешкало 345 осіб.

### Перша світова війна та революція
У першій чверті ХХ століття відбулися значні перетворення на теренах України, які були відзначені світовою війною, двома революціями, падінням царизму та громадянською війною.
Території центральної, східної та південної України з 1917 — 29 квітня 1918 контролює Українська держава зі столицею в Києві, яка очолювалася Центральною Радою УНР на чолі з Михайлом Грушевським. Постала на місці південно-західних губерній Російської імперії, населених переважно українцями. До квітня 1918 року в Городнянському повіті, втомленому від війни, скасування самодержавства більшість людей сприйняла, як початок нового життя. Лютнева революція 1917 року пройшла під червоними прапорами і гаслами: «Хай живе свобода!» та «Громадяни, дайте армії і населенню хліба!». Представники різних партій, які уявляли нове життя по різному, організовували різноманітні комітети: продовольчі, земельні та інші. У Городні виконавчий комітет увійшов до складу управи спочатку з правом ухвального голосу. У повіті збирали хліб, гроші та золото. Так, селяни Дроздовиці підписались на 1000 карбованців для уряду в Петрограді – «Займу свободи» без віддачі. Незадоволення новою владою почалось уже влітку 1917 р., тому були великі сподівання на Установчі збори. Із-за неврожаю у північних повітах в губернії почався голод. Хоч в містах і була запроваджена карткова система, хліба в необхідній кількості не було. Знову почались розгроми маєтків в селах, вбивства, самосуди, пограбування, які швидко стали звичними. Завдяки тим солдатам, які, покинувши армію, поринули в неймовірний відчайдушний п’яний розгул – злочинність тільки збільшилась. 24 серпня в Чернігові відбувся з’їзд робітничих і солдатських депутатів від місцевих Рад, яких тоді існувало – 11. Серед 50 делегатів найбільше було меншовиків – 23, більшовиків було – 2. Делегатів з Городні на цьому з’їзді не було, були делегати з сусіднього Сновська. Делегати, як і більшість представників різних тогочасних партій і організацій, сподівались, що виконавцем їхніх рішень будуть Установчі збори. У серпні 1917 р. відбулись вибори до міських дум. На муніципальних виборах у Чернігівській губернії впевненої більшості не отримала жодна партія. Більшість виборців (39 %) проголосували за об’єднання без певних політичних переконань. Вибори до Всеросійських Установчих зборів відбулись 26–28 листопада 1917 року. У Городні місцева влада підтримала Центральну Раду, в той час уже втратила будьякий вплив на села, де проганяли поміщиків, ділили землю та сільськогосподарський реманент. До того ж розгорнулась боротьба між небагатими та заможними селянами, яких бідняки вважали куркулями. Солдати, повернувшись із війни, не бажали нікому підкорятись. Під їхнім впливом селяни почали ділити землю на власний розсуд. Дедалі більш відомими стають більшовики, які з’явились у повіті на початку літа з лозунгами: «Геть війну!» та «Вся влада Радам!» У ніч з 25 на 26 грудня 1917 р. (за старим стилем) у Городні з’явились „московські матроси з бригади М. Порадіна», а 29 грудня – «бригада Порадіна та артилерійський дивізіон». Загони Берзина через Сновськ та Бахмач відправились на Київ. Коли з Городні загін есера Порадіна відправивсь у Чернігів – їх догнав та обстріляв невеликий загін, який пов’язують із Центральною Радою. Брест-Литовський мир, укладений 3 березня 1918 року між Центральними державами (Німеччиною, Австро-Угорщиною, Османською імперією та Болгарією) та Російською Федеративною Радянською Республікою, мав значний вплив на історію України та її майбутність. Цей договір, фіксуючи поразку Росії у Першій світовій війні та її вихід з конфлікту, спричинив складні наслідки як для українського народу, так і для геополітичної ситуації у регіоні. Брест-Литовський мир став ключовою точкою у визначенні подальшої долі України, оскільки він відбувався на її території та безпосередньо стосувався її майбутнього.
Один з прикладів багатого бойового шляху відданого воїна під час Першої світової війни - Арсеній Кіндратович Голован (1892-1984) - представник "малоросійської національності та прихильник православної віросповідання". Разом з іншими солдатами, такими як Будник Феодор Прокопович, Купа Іван Амосович, Сергієнко Никифор Лаврентійович, Марченко Євфимій Никифорович, Сурмилов Фадей Маркіянович та інші, він взяв участь у Першій світовій війні. Під час війни був призначений до 176-го піхотного Переволочненського полку, де пройшов шлях від рядового до отримання Георгіївської медалі IV ступеня за відвагу та військові заслуги. Полк, до якого належав Арсеній Кіндратович Голован, був активним учасником Першої світової війни. Він брав участь у різних бойових операціях, включаючи Галицьку битву 1914 року, яка відбувалася на території сучасної західної України. Полк також брав участь у Наревській операції, яка тривала з 10 по 20 липня 1915 року. Ця операція відбувалася в рамках Східного фронту в 16 ході Першої світової війни і включала в себе серію боїв поблизу річки Нарев на території сучасної Польщі. Особливо виділяється 17 січня 1917 року, коли полк витримав запеклий бій з германськими військами в районі Кальцемського шосе. Цей бій є важливим подією у військовій історії, оскільки він свідчить про відвагу і стійкість українських військових у важких умовах бойових дій проти противника. У результаті бойових дій був поранений та госпіталізований у військовому шпиталі в місті Києві. Там, 27 січня 1915 року, було нагороджено його Георгіївською медаллю IV ступеня (номер нагородження 221233). Після одужання, стикаючись з відсутністю коштів для подорожі додому, Арсеній вирішив обміняти свою нагороду на харчі на місцевому базарі. Ця історія ілюструє складні умови, з якими стикалися учасники війни, а також їхню жертовність та самопожертвування у складних життєвих ситуаціях.
Угода призвела до розпаду Російської імперії та утворення нових держав, включаючи Україну. Це відображало глибокий політичний розкол у російському суспільстві та спричинило багатоаспектну боротьбу за незалежність українського народу. Підписання миру було порушенням угоди між країнами Антанти від 5 вересня 1914 року, де держави зобов'язалися не укладати окремих мирних договорів під час війни. Проте влада Російської Республіки вирішила звернутися до миру через складну внутрішню та економічну ситуацію, що виникла внаслідок війни. Підписання Брест-Литовського мирного договору відображало глибокий розкол у радянському уряді та зростання впливу більшовиків, які визначили політичний курс країни. Україна, яка в цей період знаходилася під впливом різних політичних сил, стала ареною боротьби за свою незалежність. Умови щодо виведення радянських військ з України в контексті Брест-Литовського мирного договору від 1918 року були частково фіксовані в угоді. Основні положення стосувалися відведення території України радянськими військами та забезпечення їх безпеки. Відповідно до договору, радянські війська мали бути виведені з певних територій України, що мала стати складовою частиною Східної Галичини та Західної Волині, які передавалися Німеччині. Проте, на практиці виконання цих умов було непослідовним та недостатньо ефективним. Радянські війська продовжували перебувати на території України після укладання мирного договору, незважаючи на домовленості. Це відображало складність політичних та воєнних реалій того часу, а також протистояння різних сил у владі. З 29 квітня 1918 року на місці Української Народної Республіки внаслідок гетьманського перевороту Павлом Скоропадським постала Украї́нська Держа́ва (Другий Гетьманат). Скоропадський ліквідував Центральну Раду і її установи, земельні комітети, скасував республіку і проведені при УНР реформи. Внутрішня політика спиралась на поміщицькі традиції державотворення та соціально-політичні стандарти зліквідованої Російської імперії. У зовнішній політиці керівництво держави дотримувалося білогвардійського курсу, орієнтувалось на союз із Кубанню, Кримом та Доном, спиралося на підтримку Німеччини. Політику керівництва Української держави підтримували консервативні кола українського суспільства, військові, землевласники, а також командування військ Центральних держав, що, згідно з Берестейським мирним договором, захищали територію України. Надії, що мир Україні допоможуть встановити німецько-австрійські війська після Брестського миру, – не виправдались. Якщо помсту селянам від сформованих поміщиками «хліборобських загонів» і від гайдамацьких сотень гетьман П. Скоропадський намагався припинити, то каральні загони німців та австрійців йому не підкорялися. На думку окупаційної влади український уряд був не в змозі навести у країні необхідний порядок, а з українізації практично нічого не виходило. За словами Миколи Могилянського населення прагнуло до російської школи, а будь-який українець, який ставав на службу, хоча б охоронцем на залізницю, прагнув говорити та читати російською. Самі німці, які на словах підтримували українізацію, оголошення свої друкували російською мовою і якщо вивчали мову, то вивчали російську, а не українську. Німецько-австрійські каральні загони без суду та слідства нещадно били та розстрілювали селян у Добрянці, Макишині, Перепису, Вербівці та в інших селах, але селянські повстання не припинились. Коли в Австро-Угорщині й Німеччині відбулись революції з грудня 1918 року — влада прийнята Директорією УНР на чолі з Володимиром Винниченком. Директорія проголосила себе тимчасовою верховною владою революційного часу й констатувала, що влада в УНР має належати лише працюючим класам. У зовнішній політиці Директорія проголошувала цілковитий нейтралітет і бажання мирного співжиття з усіма народами та державами. У Чернігові гайдамацький корпус генерала Дорошкевича підтримав Українську Народну Республіку. Військо УНР поповнило багато селян. 4 листопада 1918 року (за старим стилем) почалось формування в Городні військової частини з завданням – зупинити наступ «московсько-більшовицької частини», що знаходилась вже під Гомелем, а також роззброїти більшовицькі організації в повіті. 6 листопада 1918 року в повіті була оголошена мобілізація. 18 грудня 1918 Городня була зайнята більшовиками. Після бою в Городні всюди були розкидані тіла загиблих. Шлях із Городні на Чернігів проходить через: Політрудню – Дібрівне – Смичин, але в окупанти направились до Седнева (30 км від Городні) – чомусь через Макишин. бій за Седнів, де оборонялись близько 250 чоловік, продовжувався приблизно 1 годину. Наприкінці 1918 на початку 1919 років значна територія країни, включаючи Київ, була захоплена більшовиками. Роздані селянам землі вони почали відбирати і передавати в «радгоспи» та сільськогосподарські «комуни». Усе селянство було зобов'язане здавати державі всю сільськогосподарську продукцію, за винятком дуже обмеженої норми, залишеної для особистого споживання. Селяни почали усвідомлювати, що на обіцянки більшовицької пропаганди не можна покладатися, і запізно повертати свої симпатії до Директорії. По всій Україні вибухали повстання проти більшовиків, але було вже запізно. У квітні 1919 року на Правобережжі були розгромлені війська Директорії, і станом на весну 1919 року на території України (крім Надзбруччя і західних областей) закріпилася радянська окупація. Губернію охопили антикомуністичні повстання, найбільші з яких: у Борзнянському повіті – отаманів Ангела та Шикера й у Глухівському повіті – отамана Сушенка. Тоді ревкоми почали примусову мобілізацію, від якої в Городнянському повіті відмовились спочатку 400 селян Староруднянської волості. 22 січня 1919 року УНР об'єдналася із Західноукраїнською Народною Республікою, яка постала в жовтні 1918 року внаслідок розпаду Австро-Угорської імперії після Першої світової війни. «Червоний терор» продовжується. 3 липня 1919 Комітет робітничо-селянської оборони (голова Т. М. Коржиков), організований губпарткомом та губвиконкомом – вимагав взяти в заручники «буржуазію і куркулів» і відправити їх на роботи. Серед заручників, яких розстріляв надзвичайний революційний трибунал, були: О. Бакуринський, який після Лютневої революції був комісаром Чернігівської губернії і його син. В Городні розстріляли – «цілий ряд представників місцевої буржуазії, дворянства і контрреволюційного елемента». У липні 1919 р. під час наступу білогвардійської Добровольчої армії у повітах та волостях губернії знову формуються ревкоми (Чорноуса, який прибув з фронту, обрали головою повітового ревкома) та партизанські загони (у Городні – командир В. Биструков, у Тупичеві – В. Сухицький). Наприкінці серпня 1919 р., коли Добровольча армія вже зайняла Київ, Білозерський полк (командир полковник Штейфон) та 2-й кінний полк генерала Дроздовського, перерізавши в Бахмачі залізницю, що сполучає Київ з Москвою (через Гомель та Харків) – зайняли: Ніжин, Чернігів, Седнів і вийшли до сіл: Івашківка, Масани та Полуботки. А через Городню проходила губернська евакуація. У повіті в першу чергу евакуювали найцінніше – радгоспи: племінний скот та сільськогосподарський реманент, що раніше належав панам. Обороняти Тупичів було нікому – тоді, на Седнівському фронті, зібрались близько 500 партизанів – випробовані відбірні бойовики. Усі спроби білогвардійців прорватись у Тупичевську волость зазнали поразку. 14 жовтня 1919 року білогвардійцям вдалось на декілька годин відбити Седнів. На хуторі «Качели» розміщувались білогвардійські розвідники, серед яких були чеченці, які «над захопленими комуністами, селянами та службовцями знущались близько 2 годин: повільно відрізали різні частини тіла, кинджалами висвердлювали очі, перебивали кістки та витягували їх через шкіру. Зв’язані люди ревіли, як звіри».  6 листопада 1919 року більшовицькі дивізії змусили білогвардійців відступити з Чернігова та розпочали наступ на Київ. Антирадянське підпілля в Чернігівській губернії продовжило свою діяльність. Як повстанські загони, так і банди вбивали міліціонерів, бійців продзагонів, радянських робітників та активістів; пускали під укіс залізничні ешелони, зупиняли пароплави та диліжанси, здійснювати нальоти на банки; спалювали кооперативи, волвиконкоми та різні інші радянські установи та підприємства. У червні 1921 р. у Старо-Руднянській волості були виявлені 50 підпільників з організації, які готувалась до нальоту на Городню.

### Часичервоного терору
1921 року територія республіки була розділена за результатами Ризького договору 1921 року між Польщею, з одного боку, та Радянською Росією й Українською СРР – з другого. Спроби відновити зруйноване «культурне» сільське господарство, яке давало високі урожаї, почались з перших років Радянської влади. З квітневої доповіді (1919 р.) інформаційного підвідділу Чернігівської губернії відомо, що в Городнянському повіті: «Земельним відділом для створення радянських господарств взяті на облік всі культурні маєтки. Проводиться підрахунок племінної худоби, щоб зібрати його в одному з маєтків. Селяни співчувають колективній обробці землі і створенню трудових артілей. Відчувається нестача агрономічних сил, усі агрономи в повіті взяті на облік. Земвідділ відкрив 10 агрономічних пунктів і заборонив вирубку лісу». У 1921 р. в Городянському повіті проживали 132 348 жителів, серед них міських – 23 555. Городянський повіт ще довго залишався переважно сільськогосподарським. У 20-х роках тут вирощували переважно: жито, овес, ячмінь, гречку, просо, квасолю, горох, картоплю, цукровий буряк, льон, а також розводили худобу. Крупорушки та інші засоби сільськогосподарського виробництва були в багатьох селах. У промисловості найбільше значення мала така продукція: лісові матеріали, спирт та цукор. У 1923 р. Чернігівська губернія (132 повітові волості) була поділена на 58 районів по 25–40 тис. жителів, а райони об’єднані в округи по 400–600 тис. жителів. Підставою для цього стала постанова ВУЦВК від 25 жовтня 1922 р. «Про адміністративно-територіальний поділ УСРР і спрощення Радянського апарату». Городнянський, Добрянський, Корюківський, Менський, Охраміївський, Синявський, Сновський, Сосницький, Тупичівський, Xолминський та Чорнотицький райони увійшли до складу Сновського округу. Зростання Сновська почалось з відкриттям тут залізничної станції та паровозного депо для дільниці Гомель–Бахмач Лібаво–Роменської залізниці. У червні 1925 р., згідно з Постановою ВУЦВК і РНК УРСР «Про ліквідацію губерній і перехід на триступеневу систему управління», 41 округ УРСР були ліквідовані, Чернігівська область увійшла до складу Київської області. У Чернігівській області колективізація почалась у листопаді 1929 року. Конфіскацію майна та виселення при цьому застосовували не тільки до селян, визнаних куркулями та «суспільно небезпечними», а й до селян, які не могли сплатити податки, значно підвищені для тих, хто не бажав вступити в колгосп. Науково-історичний аналіз подій, пов'язаних із повстанням під проводом Рябченка на Чернігівщині у 1930 році, відображає важливі аспекти участі селян у протистоянні радянській владі та колективізаційній політиці. Повстання охопило Городнянський, Синявський та Тупичівський повіти, а сам Рябченко разом із братами Зубами організував свій штаб у Грем’ячівській дачі. Основною метою повстанців було звільнення арештованих селян, приєднання до них військових частин і розгортання повстання на всій території Чернігівщини та подальше розповсюдження на Україну. 21 квітня 1931 р. секретар Городнянського райкому КП(б)У І. Федорченко повідомляв ЦК КП(б)У про антирадянську діяльність в багатьох селах. Від поодиноких випадків антирадянська діяльність поширилась до повстання, що стало одним з найбільших тогочасних антирадянських повстань. Зібрались повстанці із багатьох сіл та хуторів Городнянського краю. Вони розраховували, що повстання відбудеться також в Чернігові та 20 інших містах. Щоб не дати повстанцям захопити Городню – у місто прибули приблизно 200 озброєних чоловік з Гомеля, Ніжина та Чернігова. Селяни зібрались в лісі «Писарівщина» біля х. Картовецького, де колись був лісопильний завод. Тут були сформовані батальйон піхоти та кавалерійський загін – приблизно: в кожній із трьох рот по 80 чоловік та загін із 35 кавалеристів; зброї вистачало тільки для 100 чоловік, із яких гвинтівок не дісталось навіть половині. Всі отримали по півстакана спирту – з Ковалівського винокурного заводу була бочка спирту, а також по шмату сала з хлібом. 17 червня 1931 р. відбувся бій із загоном з Городні, в якому нараховувалось приблизно 100 чоловік – біля х. Картовецький (тоді Гніздіщенська сільрада). Значні втрати у повстанців були від кулеметного вогню, тоді як у них кулеметів не було. Патрони в повстанців швидко закінчились. Бій продовжувався близько 2 години. Ще й у листопаді 1931 р. повідомлялось про антирадянські організації в різних селах. У селі Великий Дирчин на віддалені 18 км від райцентру (на межі зі Сновським районом) була розташована група в кількості 3–4 чоловіки, яка лише розпочинає своє організаційне оформлення (відбулося лише 2 засідання в одного з куркулів с. Великий Дирчин). Аналіз свідчить про успішні початкові етапи повстання, коли частини Чернігівського територіального полку долучилися до повстанців. Однак радянська влада мобілізувала найвірніші військові частини для ліквідації повстання, включаючи Московську Пролетарську Дивізію. Під натиском переважаючих сил повстанці відступили до багнета й торфовища урочища Замглай, де тримали оборону близько трьох тижнів. Аналіз документальних джерел та спогадів відображає активну участь місцевого населення, зокрема учасників колишнього партизанського руху, у повстанні. Уродженець села Тупичів Городнянського повіту Яким Рябченко, колишній учасник більшовицького партизанського руху, став провідною фігурою в організації повстання. Повстання закінчилось поразкою повстанців, а після його ліквідації розпочалася масова репресія проти місцевого населення, що супроводжувалася терором та розстрілами. У результаті, тисячі селян були вислані до концентраційних таборів, а повстання було придушене з використанням великих військових сил та репресивних заходів з боку радянської влади. У 1932 р. відновлена Чернігівська область була поділена на 36 районів, міський статус мали тільки: Чернігів, Ніжин, Прилуки, Новгород-Сіверський, Радуль, Сновськ. Всього у складі УРСР тоді було 7 областей та Молдавська АРСР. Населені пункти колишнього Городянського повіту увійшли до складу: Городнянського, Добрянського, Любецького, Ріпкінського, Тупичівського та Щорського районів. Рівень колективізації в різних селах значно відрізнявся. У січні 1933 р. цей показник по району був 33,8 % (4409 господарств). У період з 1930 по 1933 роки наше село, так само як і багато інших українських населених пунктів, зазнало великих випробувань через страшний голод та холод. Люди тієї доби згадують, що для виживання доводилося збирати коріння трав, щавель, ситняк та ягоди, але навіть цього не вистачало на повноцінне харчування. У нашій місцевості великою допомогою було те, що поруч протікала річка Снов, були озера та криниці. Місцеві мешканці ловили рибу та збирали гриби та ягоди в близьких лісах та болотах, що сприяло виживанню в тяжкі роки голоду. Згадки Демиденко Тетяни Степанівни, народженої у 1926 році, свідчать про організацію їдальні для колгоспників у нашому селі у 1930-х роках. Ця ініціатива дуже сприяла виживанню місцевого населення. Попри тяжкі обставини, люди допомагали один одному, ділилися останнім що було. В інформації, зібраній для національної книги Пам'яті жертв голодомору 1920– 1933 років в Україні, зафіксовано імена тих, хто помер у нашому селі внаслідок голоду та хвороб. Деякі з них: Гришай Тетяна Яківна (3 роки, скарлатина), Іцко Микита Григорович (5 років, скарлатина), Козачок Василь Петрович (26 квітня 1932 року, запалення легенів), Кашпур Андрій Романович (5 років, скарлатина), Мехед Михайло Петрович (21 травня 1932 року, скарлатина), Позняк Олександра Антонівна (2 роки, скарлатина), Хутір Купиха, Гробовець Михайло Павлович (4 роки, потонув), Лапа Корній 21 Васильович (68 років, старість), Лапа Петро Сергійович (2 роки, запалення мозку), Холявко Михайло Порфирович (1932 рік, голод). Ці дані свідчать про страшний вплив голодомору на наше село та жертвопринесення, яке зробили мешканці у зусиллях вижити в ті тяжкі та страшні часи. З 1934 по 1959 рік село належало до Тупичівського р-ну.

### Друга світова війната повоєнні роки
22 червня 1941 року мирна праця мешканців села перервалася, а вже 23 червня відбулося десантування диверсійної групи німецьких парашутистів поблизу станції Грибова Рудня. Це стало початком військових дій у районі. На наступний день міліція районів Ріпкинського та Тупичівського була переведена у стан підвищеної готовності, а через два дні диверсантів було знищено. У зв'язку з цими подіями 148 односельчан було призвано до складу Червоної армії. Однак 18 вересня 1941 року нацистські війська захопили Хутір та 16 дворів північної частини села, пограбували колгоспну пасіку і наблизилися до села. Радянські бійці зруйнували мости і млин на річці Крюкова, але фашисти знайшли тимчасову переправу й захопили село. 21 вересня 1943 року Чернігів був визволений, а наступного дня вільним від нацистів стало і наше село. Проте цей період війни приніс великі втрати: в результаті бомбардувань загоріло 54 двори, загинули 45 радянських солдатів та 16 мирних мешканців села. За інформацією, наданою Державною надзвичайною комісією з розслідування злочинів німецько-фашистських окупантів, на територіях Тупичівського та Городнянського районів Чернігівської області загинуло та було поховано 915 військовополонених та цивільних громадян. Ці люди, які стали жертвами нацистського режиму, поклали своє життя на олтар свободи. Крім того, 1643 жителі району було вивезено на примусові роботи до Німеччини, де їм довелося переносити важкі та недопустимі умови праці. Це було частиною масових репресій та насильства, що пережили місцеві жителі під час Другої світової війни. Імена загиблих цивільних громадян були внесені до Книги Скорботи України на підставі документів державного архіву Чернігівської області. Саме через ці реєстри ми можемо вшановувати пам'ять тих, хто став жертвою нацистського терору. Згідно з інформацією, зібраною міськими та сільськими радами, у Книзі Скорботи було відзначено 479 осіб, які втратили свої життя внаслідок нацистських репресій. Крім того, за повідомленнями родичів 485 чоловіків були визнані загиблими. До того ж було встановлено загибель 4 осіб, імена яких також були включені до списку жертв. Ці дані є свідченням про жорстокість та неправедність, які випадали на долю беззахисних мирних жителів під час темної епохи нацистської окупації.
Окремої уваги заслуговує використання "Остарбайтерів" - це термін, який використовувався нацистською Німеччиною під час Другої світової війни для опису примусових працівників, які були залучені до роботи в Німеччині та окупованих територіях. Ці люди походили з різних країн, але багато з них були з радянських територій, зокрема з України. Головна мета "остарбайтерів" полягала в забезпеченні німецького промислового комплексу робочою силою в умовах дефіциту праці, який виник внаслідок війни. Німецькі промисловці, а також військове керівництво, ставили під тиск на нацистський режим для надання додаткової робочої сили. Багато "остарбайтерів" були вивезені з дому під примусом та примусово вивезені до Німеччини на роботу. Умови їх праці були надзвичайно важкими, а безпека та права були порушені. Багато з них працювали у небезпечних умовах і не мали достатньої харчування та медичного догляду. Існувала практика використання "остарбайтерів" у сільському господарстві, а також у промисловості та будівництві. Деяким "остарбайтерам" вдалося вижити та зберегти зв'язок з рідними, але багато з них загинули або постраждали внаслідок війни та важкої праці. Як приклад може слугувати історія Кашур Надії Олексіївни.
Збереження пам'яті про них є важливим кроком для того, щоб ніколи не забути трагедії минулого та запобігти повторенню подібних злочинів у майбутньому. Один з прикладів багатого бойового шляху відданого воїна під час Другої світової війни - Івана Арсентійовича Голована. Він служив у складі 404 окремого кулеметного артилерійського батальйону, де піднявся до звання старшини та сержанта. Участь у численних військових операціях, включаючи 54 укріплений район, 202 зсп та 16 прикордонний полк військ НКВС, дозволила йому здобути численні нагороди за відвагу і військові заслуги. Серед них - медалі за відвагу, ордени Червоної Зірки та Слави ІІІ ступеня, а також медаль «За перемогу над Німеччиною у Великій Вітчизняній війні 1941–1945 рр.». Його мужність та відданість боротьбі проти фашистських загарбників стали важливим внеском у перемогу над нацистською агресією, а його ім'я посіло гідне місце в історії України та світової військової діяльності. У жовтні 1943 року мешканці села зробили перший крок до відновлення свого господарства, організувавши колгосп імені Калініна. Це стало важливим кроком у відновленні сільськогосподарської діяльності та соціально-економічного розвитку села після війни.

#### На переламі століть
За науковими джерелами, у 1954 році було створено колгосп «Маяк», який об'єднав сіла Великий Дирчин та Лашуки, а з 1960 року також Малий Дирчин. Об'єднана територія колгоспу «Маяк» налічувала 2832 гектари сільгоспугідь, із них 1250 гектарів припадало на орну землю. 22 За період з 1959 по 1963 рік село було віднесено до Щорського району, а з 1963 року воно увійшло до складу Городнянського району. Прогресивні зміни в інфраструктурі села відобразилися у впровадженні електрифікації у 1961 році, будівництві нової школи у 1976 році, твердопокриттєвої дороги зі Смичина до Великого Дирчина у 1983 році, нового магазину у 1965 році, магазину «Наш дім» у 1994 році, аптеки й лазні у 1968-1969 роках, а також залізобетонного мосту через річку Снов у 1994 році. Село пройшло етап газифікації у 2008 році, що дозволило під'єднати 60 господарств до газопроводу. Однак із роками набувала актуальності проблема занепаду колективних господарств. З початку 1990-х років у контексті нових економічних тенденцій розпочався процес розпайки колективних підприємств та земельних ділянок. У 2000 році відбулася реформа колгоспів, яка дозволила кожному члену колгоспу стати власником майна й землі володіти та розпоряджатися ними за власним бажанням.

#### СТОВ «МАЯК»[23]
У 2000 році було засноване сільськогосподарське товариство з обмеженою відповідальністю «Маяк» (код ЄДРПОУ 03798783), зі статутним капіталом у розмірі 7398 одиниць, розділених на 9 рівних частин по 11,11 % кожному. Засновниками товариства були Рогонов Леонід Васильович, Журавель Микола Григорович, Батрак Петро Федорович, Козачок Анатолій Миронович, Голован Григорій Іванович, Дунай Микола Петрович, Костриця Ольга Григорівна, Литвин Василь Васильович та Сергіянський Петро Дмитрович. Директором товариства було обрано Голована Григорія Івановича. Однак у 2010 році Господарський суд Чернігівської області ухвалив рішення визнати сільськогосподарське товариство «Маяк» банкрутом. Ліквідаційна процедура була започаткована, а обов'язки ліквідатора були покладені на Городнянський районний центр зайнятості. Пізніше, за ухвалою господарського суду від 22.07.2010 року, ліквідатором банкрута було призначено арбітражного керуючого Кагадія Андрія Миколайовича. Проте у 2011 році ліквідатором було призначено іншу особу - арбітражного керуючого Ушача Юрія Володимировича. Під час процесу ліквідації виявлено різних кредиторів, включаючи Фонд соціального захисту інвалідів, Городнянський районний центр зайнятості, Управління Пенсійного фонду України та Державну податкову інспекцію. Однак у результаті аналізу було визнано, що підприємство не мало достатніх коштів для задоволення вимог кредиторів, і всі вимоги було визнано погашеними. Процес ліквідації також включав виявлення майна, яке не підлягало розподілу серед кредиторів. Наприклад, було виявлено напіврозібране приміщення контори та бані, а також артскважину. Згідно з рішенням комітету кредиторів, деякі активи були виключені з ліквідаційної маси та передані в користування місцевим органам. Загалом, незважаючи на проведені заходи з ліквідації, станом на кінець процедури, борги перед кредиторами залишалися невиплаченими. У зв'язку з цим, згідно з ухвалою господарського суду від 26 листопада 2012 р. у справі № 16/137б/45б, юридична особа СТОВ «Маяк» була ліквідована, і процедура ліквідації була завершена, а 30.11.2012 здійснено державну реєстрацію припинення юридичної особи у зв'язку з визнанням її банкрутом - запис № 10441170009000127. Окрім того, на території села діяла дільнична лікарня на 45 ліжок, а з 2003 року також територіальний центр для пристарілих громадян на 25 ліжок. Проте у 2017 році школу закрито, однак залишилися функціонувати сільрада (старостат), фельдшерськоакушерський пункт, клуб , бібліотека, приватні магазини, церква.

#### На шляху реформи місцевого самоврядування[24]
З 2015 до 2020 року в Україні було утворено 1070 об'єднаних територіальних громад шляхом добровільного об'єднання раніше існуючих громад. У 2017 році Великодирчинська сільська рада була включена до складу Городнянської міської територіальної громади та рішенням від 30 липня 2020 року № 85 надала згоду на приєднання територіальних до складу об'єднаної територіальної громади Городнянського 23 району Чернігівської області, яка рішенням від 6 серпня 2020 року також підтримала цю ініціативу. 12 червня 2020 року Седнівська селищна громада утворена у складі Седнівської селищної, Черниської сільської рад Чернігівського району та Великодирчинської, Макишинської сільських рад Городнянського району. Проаналізувавши вищезазначені обставини, що стосуються формування Седнівської спроможної територіальної громади, у тому числі розробку перспективного плану формування територій громад, суд рішенням від 14 червня 2022 року у справі № 640/23082/20 прийшов до висновку, що відсутність консультацій з представниками Великодирчинської територіальної громади щодо можливого добровільного об'єднання, а також відсутність позиції щодо цього об'єднання, свідчить про порушення принципу добровільності. Такі дії Чернігівської обласної державної адміністрації, які призвели до включення Великодирчинської територіальної громади до Седнівської спроможної територіальної громади, є протиправними та порушують права та законні інтереси Великодирчинської територіальної громади. Розпорядження Кабінету Міністрів України від 13 травня 2020 року № 564-р щодо включення Великодирчинської територіальної громади до Седнівської спроможної територіальної громади є необґрунтованим та протиправним. Враховуючи вищезазначені обставини, суд прийшов до висновку про неправомірність розпорядження Кабінету Міністрів України від 13 травня 2020 року № 564-р у частині включення Великодирчинської територіальної громади до складу Седнівської спроможної територіальної громади.Жителі села Великий Дирчин не хочуть бути у складі Седнівської ОТГ Протест у Смичині: жителі сіл Макишин і Великий Дирчин хочуть до Городнянської громади

#### Наші досягнення[27][28]
У січні 2022 року у Чернігові, на Красній площі, відбувся незвичайний захід, на якому жителі Великодирчинського старостату встановили рекорд, приготувавши тисячу порцій козацького кулешу з таємним інгредієнтом. Цей захід став можливим завдяки запрошенню Управління культури та туризму Чернігівської міської ради, яке допомогло в організації заходу в самому центрі міста. Великодирчинці, прибувши на місце події, готували куліш відповідно до старовинних традицій, підтримуючи аутентичну атмосферу, під час приготування страви використовуючи жіночі співи та таємні трави, зібрані власноруч. Зауважимо, що учасники заходу вдало відтворили ритуали та обряди, що супроводжують процес приготування кулішу, зберігши традиції української культури. Під час заходу було приготовано тисячу порцій кулішу, що стало рекордом. Під час процесу готування страви та під час її подачі, відбувалися музичні виступи, читання заговорів над кулішем та співи народних пісень, що створило атмосферу українського святкування. Захід не лише став важливою подією для місцевої громади, а й підкреслив важливість збереження традиційної культури та кулінарії України.

### 24 лютого 2022
Під час вторгнення Росії в Україну в районі сіл Великі Осняки та Рівнопілля було зафіксовано зупинку військ Російської Федерації. О 17:00 того дня відбувся танковий бій, під час якого підрозділи 1-ї окремої танкової бригади Збройних Сил України відбили атаку російських військ та зупинили їхні колони броньованої техніки біля Чернігова. 25 лютого українські військові змусили ворога відступити з Чернігова у напрямку з Городні в Семенівку. З 12 березня 2022 наступальні дії було зупинено, а російські війська намагались закріпитися на раніше захоплених територіях. З початку повномасштабної війни на Чернігівщині було зруйновано 27 мостів і шляхопроводів. У Чернігівській області російські солдати пошкодили або зруйнували близько 3,5 тисяч будівель, серед яких 80 % є житловими. 28 березня 2022 року окупанти знищили мости в районах населених пунктів Конотоп, Стара Рудня, Смяч, Малий Дирчин та Великий Дирчин. А 1 квітня 2022 року російські війська покинули Городню на Чернігівщині. 5 квітня 2022 область перейшла під повний контроль Збройних Сили України.

### Мова
Взагалі питання мови цього регіону дуже цікаве. «Городнянський суржик» є особливим мовним варіантом, що відзначається синтезом українських та російських мовних елементів, який активно використовується в цій місцевості. Мовна ситуація в регіоні й околицях, як показано в попередніх дослідженнях, характеризується унікальною реальністю, яка може бути відображена в концепції «суржику», який використовується в повсякденному мовленні, особливо серед представників середнього віку, та може бути визначений як форма напівофіційного мовлення. Він характеризується співіснуванням лексичних одиниць, фразеологізмів та граматичних конструкцій з української та російської мов, що надає йому своєрідний характер. Дослідження також вказують на поступове уподібнення суржику до української мовної традиції та відмінності від російських і білоруських діалектів. Такий аспект свідчить про унікальність та специфіку мовного середовища регіону, а також може відображати історичні та культурні зв'язки даного регіону з іншими мовними традиціями.
Розподіл населення за рідною мовою за даними перепису 2001 року:
| Мова       | Відсоток |
| ---------- | -------- |
| українська | 99,12 %  |
| російська  | 0,88 %   |

## Краєзнавчий осередок у селі Великий Дирчин
У селі Великий Дирчин, що на Чернігівщині, діє краєзнавчий осередок під керівництвом Григорія Голована, який працює при місцевій бібліотеці. Метою цього осередку є збереження та вивчення місцевої історії, зокрема дослідження походження та значення назв річок, озер, лісів, криниць, боліт, та інших природних об'єктів.

#### Місцеві назви річок, озер, лісів, боліт та інших об'єктів
Місцеві назви, досліджувані у Великому Дирчині та прилеглих селах, відображають багатогранну історію та культуру регіону. Ось деякі з них:
Річка Снов:
- Дивовиж, Жидова, Книрова, Каліннікова, Пропуски, Острів, Лагерське, Дачі/Царське Село, Прикотчина, Корец, Михалькова, 1-ша Перерізь/Панова, Зимня, Бородине, Сичів Ріг, 2-га Перерізь, Фирсдува, Шурубова, Шатиркова, Дикий Ріг/Бардакове, Цибрина, Лісове, Темна Яма:

- Назви берегів річки Снов вивчали: Костриця Василь, Кашпур Віталій.

Малий Дирчин:
- Сидорове, Мале Сидорове, Скирда, Урюга, Гниле, Кут, Хвощанка, Клопи, Узбежжя, Кругле, Шубина, Лашуківське, Зелений Острів, Костище, Олес, Іванів Груд, Забутне, Яськове, Шкрадова, Мошок, Кладки, Четверті, Вовче, Коноплянка.
- Назви вивчали: Манойло Ніна, Камлик Микола.

Великий Дирчин:
- Буднікове Озеро, Підігрушкова, Таборське, Сокира, Ковтоб, Тарасів Рівчак, Михалькова, Руда, Посадки, Шевчівське, Леонінкове, Бекова, Федотова, Карпова, Курганська, Буднікове, Болото, Липовець, Дюрійова, Головенкове, Довга, Лісове, Вʼюніще, Іордань, Островок, Мосток, Джерело, Підгорою, Плесо, Бачоночок, Кулажине, Речище, Гребельки, Грабовцові Городи, Хутір, Став, Попав, Розліна, Ровок, Штани, Біля Дуба, Клімов Кружок, Крюкова Долина, Купʼєвате, Марченішина, Вовча Гора, Олшана, Лисиця, Скотомогильник.
- Назви вивчали: Мехед Оля, Мелешко Олександра, Мелешко Михайло.

Лашуки:
- Свята Криниця, Іванова Гора, Висока Гора, Островок, Теренцова, Киричина, Груд, Панське, Переходи, Водопій, Лозки, Поплав, Карьери, Кочегарові Рови, Приріз, Кумина Долина, Рів Лісовий, Сад, За Садом, Глинище, Горіле Болото, Вовча Гора.
- Назви вивчали: Лапа Микола, Галайда Олександр.

## Цікаві факти
- станом на 1749 рік у Березному була вулиця Дирчинська
-  поблизу В. Листвена протікала річка Дирчинка